# Competições da UEFA
As competições da UEFA, também referidas pelos meios de comunicação de massa como "do futebol europeu", são as competições organizadas pela União das Associações Europeias de Futebol (UEFA), geralmente no futebol, profissional e amador, e futsal. O termo foi estabelecido pela Confederação para diferenciar os torneios sob sua administração de outras competições internacionais realizadas na Europa entre 1960 e 1990, como a Taça das Cidades com Feiras, a Taça Karl Rappan, a Copa dos Alpes e a Mitropa Cup, torneios ainda não reconhecidos pela organização. A Confederação é a única organização com autoridade legal sobre estes torneios e considera apenas os resultados nestas competições no cálculo e comunicação de registros e estatísticas oficiais ao nível da confederação e definição de valores combinados no futebol interclubes.
A única equipe a vencer todas as competições de clubes é a Juventus da Itália, enquanto as seleções italianas, alemãs, espanholas e francesas masculinas são as únicas que ganharam o campeonato europeu de futebol em todas as categorias antes da criação da Liga das Nações da UEFA em 2018. A seleção alemã de futebol feminino é a única equipe a vencer o campeonato feminino em todas as categorias.

## Torneios sancionados pela UEFA

### Ativos

#### Para as seleções nacionais
- Campeonato Europeu de Futebol, também conhecido como Euro ou ainda Eurocopa, é o principal campeonato de futebol entre seleções dos países da UEFA e, globalmente, apenas é superado pela Campeonato Mundial da FIFA. Acontecendo a cada quatro anos desde 1960, foi originalmente chamado de Taça das Nações Europeias, mudando de nome para Euro em 1968.
- Campeonato Europeu de Futebol Sub-21, é uma competição de futebol organizada pela UEFA, responsável pelo futebol europeu. Realiza-se de dois em dois anos. A competição existe na sua forma atual desde 1978. Foi precedida pela Challenge Cup Sub-23 de 1967 a 1970. Um novo campeonato foi formado em 1972. O limite de idade dos jogadores foi reduzido para 21 para o campeonato de 1978 e assim se mantém até hoje.
- Campeonato Europeu de Futebol Sub-19,é uma competição de futebol organizada pela UEFA para seleções nacionais com jogadores até 19 anos de idade. Até a edição de 2001, a competição era Sub-18. Desde então, com as mudanças da UEFA na idade de elegibilidade dos jogadores, passou a ser Sub-19. Teve sua primeira edição em 1948, como Torneio Junior da UEFA.
- Campeonato Europeu de Futebol Sub-17, é um campeonato de futebol organizado pela UEFA, realizado desde 1982. Até 2001, o limite de idade do torneio era de 16 anos. Desde então, o limite passou para 17 anos. O torneio é disputado anualmente e distribui vagas para o Copa do Mundo FIFA Sub-17, que se disputa no mesmo ano.
- Liga das Nações da UEFA, é uma competição internacional profissional de futebol, disputada bienalmente por seleções de países membros da UEFA. A primeira edição do torneio iniciou em setembro de 2018, logo após a Copa do Mundo FIFA de 2018.
- Campeonato Europeu de Futebol Feminino, organizado a cada quatro anos, é a competição principal do futebol feminino entre seleções na Europa. O campeonato é o equivalente feminino da Eurocopa, e por vezes é chamada de Eurocopa Feminina. Teve sua primeira edição em 1984, como European Competition for Representative Women's Teams.
- Campeonato Europeu de Futebol Feminino Sub-19, é a principal competição de futebol feminino para mulheres com o limite máximo de 19 anos na Europa. O torneio também serve como qualificação para a Copa do Mundo de Futebol Feminino Sub-20. Todas as associações filiadas à UEFA que possuem seleções nacionais sub-19 podem enviar representações para o torneio. A competição inicial ocorreu entre 1997 e 1998 como um evento de futebol sub-18, posteriormente transformou-se em um campeonato sub-19 na temporada 2001-2002.
- Campeonato Europeu de Futebol Feminino Sub-17, é um campeonato Europeu organizado pela UEFA, para seleções nacionais compostas por jogadoras com idade inferior ou igual a 17 anos. A 1ª edição realizou-se em 2008. É também um torneio de qualificação para o Campeonato do Mundo de Futebol Feminino Sub-17. Seleções nacionais sub-17 cujas Federações sejam associadas da UEFA podem registar-se na competição.
- Campeonato Europeu de Futsal,  é o principal campeonato de futsal entre seleções dos países da UEFA, acontecendo a cada dois anos desde 2010. Teve sua primeira edição em 1996.
- Campeonato Europeu de Futsal Sub-19, é o principal campeonato Sub-19 de futsal entre seleções dos países da UEFA, acontecendo a cada dois anos desde 2019. Teve sua primeira edição em 2019.
- Campeonato Europeu de Futsal Feminino, é o principal campeonato de futsal feminino entre seleções dos países da UEFA, tendo a primeira edição se realizado em 2019.

#### Para os clubes
- UEFA Champions League, é uma competição anual de clubes de futebol a nível continental, organizada pela UEFA e disputada por clubes europeus. Introduzida em 1992, a competição é a sucessora da Copa dos Clubes Campeões Europeus, que havia sido disputada desde 1955, acrescentando uma fase de grupos à competição, permitindo a participação vários participantes de diversos países.
- UEFA Europa League, é uma competição continental de clubes de futebol organizada pela UEFA, a segunda mais prestigiada após à Liga dos Campeões da UEFA. Criada em 1971, era chamada de Copa da UEFA, até que em 2009 o nome foi alterado para a versão atual. Esse torneio, por sua vez, substituiu a Taça das Cidades com Feiras.
- UEFA Europa Conference League, abreviadamente Liga Conferência, é uma futura competição de futebol disputada por clubes europeus. Será a 3ª competição de clubes do futebol europeu, atrás da Liga dos Campeões e da Liga Europa. A estreia está marcada para a temporada 2021–22. A distribuição de vagas pelos membros da UEFA ficará definido segundo as posições no ranking das ligas nacionais após a conclusão da temporada 2019–20, segundo o quadro de acesso aprovado em 2018.
- UEFA Super Cup, é a terceira competição mais importante de futebol da Europa, que se realiza anualmente entre as equipes vencedoras da primeira e da segunda competições mais importantes da Europa ao nível de clubes, respectivamente a Liga dos Campeões da UEFA e a Liga Europa da UEFA. Antigamente era disputada entre os vencedores da Liga dos Campeões da UEFA e os vencedores da Taça das Taças, porém esta deixou de ser realizada em 1999, sendo substituída pela Taça UEFA (atual Liga Europa da UEFA).
- UEFA Youth League, é uma competição de futebol disputada pelas equipes sub-19 dos clubes classificados para a Fase de Grupos da Liga dos Campeões da UEFA, juntando-se a estes os campeões nacionais sub-19 dos 32 países melhor posicionados no ranking da UEFA, que não se encontrem representados na Fase de Grupos da "principal" Liga dos Campeões. Teve sua primeira edição na temporada 2013–14.
- UEFA Regions' Cup, é uma competição de futebol para associações amadores na Europa, sendo dirigida pela UEFA. Ocorreu pela primeira vez em 1999, e possui frequência bianual. Substituiu a Taça Amadora da UEFA.
- UEFA Women's Champions League, anteriormente UEFA Women's Cup, é a primeira competição de futebol para equipes femininas da Europa. A competição começou a ser disputada em 2001-02. É, por vezes, chamada de Copa Feminina da Europa, devido ao fato de não haver outra competição com o mesmo estatuto no continente, diferentemente do futebol masculino (que possui a Liga dos Campeões da Europa e a Liga Europa). Em dezembro de 2008, a UEFA anunciou que a competição seria reformatada e renomeada para o nome atual.
- UEFA Futsal Champions League, é uma competição anual de clubes de futsal a nível continental, organizada pela UEFA e disputada por clubes europeus. Foi fundada em 2001 com o nome UEFA Futsal Cup e substituiu o Campeonato Europeu de Clubes de Futsal, antiga competição de clubes que nunca foi reconhecida como oficial.

### Extinto

#### Para as seleções nacionais
- UEFA Amateur Cup, era uma competição de futebol para seleções amadoras na Europa, organizada em 1967, 1970, 1974 e 1978.
- UEFA–CAF Meridian Cup, foi uma competição de futebol entre seleções europeias e africanas sub-18 realizada de dois em dois anos. Foi organizada pela UEFA e pela CAF desde 1997 até 2007.
- UEFA Futsal Under-21 Championship, era uma competição de futsal organizada pela UEFA . Até 2020, apenas uma edição da competição havia sido disputada — ocorrendo em 2008.

#### Para os clubes
- UEFA Cup Winners' Cup foi uma competição de clubes de futebol da Europa, disputada entre a temporada de 1960/1961 até 1998/1999. Desde então, os clubes vencedores das taças nacionais passaram a qualificar-se para a Taça UEFA, entretanto rebatizada de Liga Europa da UEFA.
- UEFA Intertoto Cup foi uma competição de futebol entre clubes europeus. Participaram da disputa equipas que não alcançavam a classificação para as principais competições da UEFA, ou seja a Liga dos Campeões da UEFA e Taça UEFA. Apesar de criada originalmente em 1961-62, apenas a partir de 1995 seria organizada pela UEFA. A última edição ocorreu em 2008.
- Intercontinental Cup foi um torneio realizado entre 1960 e 2004. Ela era disputada pelos campeões da Liga dos Campeões da UEFA e da Copa Libertadores da América, sendo organizada por meio de uma parceria entre UEFA e CONMEBOL. Foi chamado de Copa Toyota, por motivos comerciais, desde 1980.